# Merve Terzioğlu
Merve Terzioğlu (Istanbul, 24 de febrer de 1987 - Memphis, Estats Units, 7 d'abril de 2008) va ser una nedadora turca, integrant de la selecció nacional de Turquia, que va morir jove després d'un accident de trànsit als Estats Units, on estudiava a la universitat. Merve Terzioğlu era nedadora tant del club Galatasaray SK d'Istanbul com de la Universitat Delta State de Cleveland, Mississipi, Estats Units. Va obtenir el premi a la nedadora més valuosa en els campionats de natació de la Conferència Intercollegiate New South al febrer de 2008.
Va tenir un accident a Cleveland, el 29 de març de 2008, del que va morir 8 dies després en un hospital a Memphis. La família Terzioğlu va afirmar que la mort de Merve havia estat a causa d'una negligència mèdica.

## Reconeixement
Des del 2005, el Campionat Juvenil de Piscina Curta de Turquia porta el seu nom.